# Busjekruit
Busjekruit (ook wel busjetrap, buuskebuut of busjepiep) is een soort verstoppertje, dat wordt gespeeld met een bal en tot het kinderspel gerekend wordt.

## Naam
Busjekruit wordt ook wel buskruit, buuskruit, balletjetrap, busjetrap of blikkietrap, blikspuit of ballenbuut genoemd; naar het, voor deze variant van verstoppertje, kenmerkende spel-element. In sommige dorpen in Nederlands-Limburg wordt het spel potverstoten genoemd. In het Antwerpse staat het spel bekend als buske-stamp.

## Beschrijving
De eerste zoeker in het spel kan worden bepaald met ploffen en afpoten.
De bal wordt vanaf een voor dat spel bepaalde plaats (de buut) zover mogelijk weggetrapt. De anderen gaan zich op dat moment verstoppen. Degene die de zoeker is, moet de bal ophalen; zodra hij/zij de bal naar de buut heeft teruggebracht mag hij de anderen gaan zoeken. Om te voorkomen dat de zoeker ziet waar de anderen zich verstoppen, moet hij/zij achteruit teruglopen, vooruit met de ogen naar de grond gericht, of met de rug naar de buut blijven staan en wachten op een teken om de bal terug te brengen.
Een verstopt persoon kan worden 'afgetikt' als de zoeker bij de buut 'Buut <<naam persoon>>' roept. De verstopte persoon kan echter ook tevoorschijn komen en zichzelf 'vrij' "buten". Als iedereen zich vrij buut, dan blijft in de volgende ronde de zoeker dezelfde persoon.
De zoeker is ook hetzelfde in de volgende ronde als de laatste persoon die nog niet gevonden is, zichzelf en ook de anderen vrijbuut die al afgetikt waren door de zoeker: het zogenaamde 'balletjetrap'. Per zoeker/spel mag er maar maximaal drie keer achtereen 'balletjetrap' worden toegepast. Degenen die zich vrij hadden gebuut, hoeven zich dan niet opnieuw te verstoppen.
Wordt er geen 'balletjetrap' toegepast, dan is degene die als eerste door de zoeker is afgetikt, de volgende zoeker.

## Tactieken
Degenen die als eerste is/zijn afgetikt door de zoeker kunnen de laatste gezochte persoon helpen door te roepen als de zoeker in de buurt komt van de plaats waar deze persoon verstopt zit. 'Weg weg weggertje' betekent dat de zoeker in de buurt is en de gezochte persoon dus niet de kans heeft om zichzelf en de rest vrij te buten. 'Kom kom kommertje' wil zeggen dat de zoeker de verkeerde kant op loopt en de gezochte persoon dus wel de kans heeft om zichzelf en de rest vrij te buten. Om de verwarring voor de zoeker te vergroten kan ook worden afgesproken dat de betekenissen andersom worden toegepast.
Ook kan iemand die zich heeft vrijgebuut, de bal meteen opnieuw wegtrappen, zodat de zoeker deze eerst weer op moet halen alvorens verder te zoeken. Dit geeft de verstoppers extra tijd om zich te verstoppen.